# Декабрь 2014 года

Список событий декабря 2014 года.

## События
- 1 декабря
  - Рыболовное судно Орион-501 затонуло в Беринговом море. 7 человек спасены, погибли 12 человек, 41 человек пропал без вести[1].
- 2 декабря
  - Парламент Украины утвердил новый состав правительства, в которое вошли, в том числе, три иностранца, получившие украинское гражданство непосредственно перед голосованием: министр финансов — американка Наталье Яресько, министр минэкономразвития — литовец Айварас Абромавичус, министр здравоохранения — гражданин Грузии Александр Квиташвили[2].
- 3 декабря
  - Японский космический зонд Хаябуса-2 запущен с космодрома Танэгасима к астероиду 1999 JU3[3].
- 4 декабря
  - Группа радикальных исламистов на 3-4 автомобилях атаковали центр Грозного[4][5]. Погибли 14 полицейских и 36 ранены[6].
  - По меньшей мере, 33 человека погибли в результате взрывов в шиитских районах Багдада и северной части города Киркук, уровень насилия увеличился в Ираке после того, как боевики «Исламского государства» были вынуждены отойти с некоторых своих позиций[7].
- 5 декабря
  - С базы ВВС США «Мыс Канаверал» стартовала ракета-носитель «Дельта-4», с целью провести первый испытательный полёт корабля «Орион», созданного для полетов за пределы орбиты Земли[8][9].
  - Бывший министр общественной безопасности КНР Чжоу Юнкан арестован по обвинению в коррупции и исключён из партии. Это самый высокопоставленный китайский чиновник, в отношении которого возбуждено уголовное дело[10].
- 6 декабря
  - Космический корабль Новые горизонты вышел из режима гибернации в преддверии сближения с Плутоном[11].
- 7 декабря
  - Сирия заявила о налёте ВВС Израиля на международный аэропорт Дамаска, также бомбардировке города Димас на сирийско-ливанской границе[12].
  - Власти Саудовской Аравии арестовали 135 человек по обвинению в терроризме. Министр внутренних дел заявил, что задержанные планировали теракты, направленные на подрыв системы безопасности королевства.
  - В районе нефтяного месторождения имени Требса в Ненецком автономном округе произошла авиакатастрофа с вертолётом Ми-8ТВ RA-06138 авиакомпании «2-й Архангельский объединённый авиаотряд». На борту находились три члена экипажа и четыре пассажира, два человека погибли.
- 8 декабря
  - ООН обратилась к мировому сообществу с просьбой собрать 16,4 миллиарда долларов на проведение в 2015 году гуманитарных операций в «странах, вовлечённых в конфликты, где жестокость и насилие оказали разрушительное воздействие на жизнь»: Афганистану, Ираку, Мьянме, Украине, Йемену и Сирии[13].
  - На пленарном заседании израильского Кнессета депутаты одобрили законопроект о досрочном роспуске парламента и назначении новых выборов[14].
- 10 декабря
  - Княгиня Монако Шарлен родила двух наследников[15].
- 12 декабря
  - В Италии прошла всеобщая забастовка, трудящиеся протестовали против экономической политики премьера Маттео Ренци и, в частности, против реформы рынка труда, которая предполагает отмену ряда социальных льгот и облегчает увольнения[16].
  - Торрент-трекер IsoHunt разместил в Сети базы торрентов трекера The Pirate Bay, ушедшего в офлайн в начале декабря после рейда шведских властей[17].
- 13 декабря
  - В ЦЕРНе сообщили о целях перезапуска Большого адронного коллайдера в марте 2015 года: ученые собираются сконцентрироваться на поисках частиц темной материи и суперсимметрии[18][19].
- 14 декабря
  - Выборы в нижнюю палату парламента Японии. Правящий блок в составе Либерально-демократической партии под руководством премьер-министра Японии Синдзо Абэ и партии Комэйто получили две трети депутатских мандатов[20].
- 15 декабря
  - По заявлению властей в Турции в результате задержания нескольких сторонников антиправительственного движения «Хизмет» удалось предотвратить попытки госпереворота[21].
  - В Сиднее (Австралия) исламист захватили заложников в кафе «Линдт»[22][23].
  - Доллар на валютных торгах Московской биржи превысил отметку в 65 рублей, евро подорожал до 81 рубля[24]. Произошедший в этот же день обвал рубля получил название Чёрный понедельник 2014 года[25].
  - В Казахстане был приговорён к 5 годам строгого режима 30-летний гражданин этой страны Евгений Вдовенко, принимавший участие в гражданской войне на Украине на стороне ЛНР[26][27][28][29].
  - Инцидент с Saab 2000 над Северным морем: после удара молнии самолёт компании Loganair сорвался в крутое пике, но экипаж смог восстановить управление и совершить аварийную посадку в Абердине.
- 16 декабря
  - Совет директоров Банка России с 16 декабря повысил ключевую ставку с 10,5 до 17 % годовых[30]. Произошедший в этот же день обвал рубля получил название Чёрный вторник 2014 года.
  - 145 человек, большинство из них школьники, были убиты в ходе нападения талибов на находящуюся в управлении военных школу в Пешаваре на северо-западе Пакистана[31][32].
- 17 декабря
  - Глава правительства Пакистана Наваз Шариф принял решение об отмене моратория на смертную казнь. Это произошло после террористической атаки движения «Талибан» на военную школу в Пешаваре[33].
  - Президент США Барак Обама и председатель Государственного совета Кубы Рауль Кастро объявили о возобновлении дипломатических отношений, прерванных в 1961 году[34].
- 18 декабря
  - Индия успешно осуществила запуск тяжёлой ракеты-носителя GSLV III, способной выводить на орбиту тяжёлые грузы и, после модификации, космонавтов[35].
- 19 декабря
  - Восемь детей в возрасте от 1,5 до 15 лет обнаружены зарезанными в одном из домов города Крэнс, штат Квинсленд, Австралия. Премьер-министр страны Тони Эббот охарактеризовал случившееся как «страшнейшее преступление»[36].
  - В Белоруссии введён временный 30%-ый сбор при покупке валюты юридическими и физическими лицами, в связи с сильнейшей за три года валютной паникой, вызванной ситуацией на валютном рынке России[37].
- 20 декабря
  - Власти КНДР отвергли причастность к кибератакам[англ.] на компанию «Сони Пикчерз» снявшей фильм «Интервью», в центре сюжета которого — покушение на Ким Чен Ына[38].
- 22 декабря
  - Facebook и Twitter отказались от блокировки страниц сторонников Алексея Навального[39].
- 23 декабря
  - С космодрома Плесецк произведён первый испытательный пуск тяжёлой версии ракеты-носителя «Ангара-А5»[40][41]. Ракета-носитель с разгонным блоком «Бриз-М» вывела на геостационарную орбиту габаритно-массовый макет космического аппарата[42]. Запуск прошёл штатно[43].
  - Верховная Рада приняла закон об отмене внеблокового статуса Украины[44].
  - В штате Ассам в Индии в результате нападения боевиков Национального демократического фронта Бодоланда убиты 56 человек[45].
- 24 декабря
  - В провинции Ракка, которую контролируют боевики группировки «Исламское государство», сбит военный самолет. Власти Иордании подтвердили, что один из их пилотов был захвачен в плен во время операции против боевиков «Исламского государства», сообщают ТАСС[46].
- 25 декабря
  - Скандальный фильм «Интервью» кинокомпании Sony Pictures о вымышленном покушении на лидера Северной Кореи вышел в прокат в Соединённых Штатах[47].
- 27 декабря
  - Новым Председателем Совета Министров Белоруссии стал Андрей Кобяков[48].
- 28 декабря
  - В результате пожара на итальянском пароме Norman Atlantic в Адриатическом море погибли 13[49] человек, 98 пропали без вести[50].
  - Индонезийский Airbus A320 авиакомпании AirAsia, на борту которого находились 162 человека, потерпел катастрофу в Яванском море[51].
  - Выборы президента Хорватии[52]. Во второй тур вышли действующий президент Иво Йосипович и лидер партии Хорватское демократическое содружество Колинда Грабар-Китарович[53].
- 29 декабря
  - В Греции распущен парламент, назначены досрочные выборы[54].
- 30 декабря
  - В ОАЭ запрещён показ фильма Исход: Цари и боги. Ранее аналогичный запрет был наложен властями Марокко и Египта[55].
  - После оглашения обвинительного приговора братьям Навальным в России прошёл народный сход. Алексей Навальный, нарушивший условия домашнего ареста и отправившийся на Манежную площадь, был задержан[56].
- 31 декабря
  - В ходе массовой давки в Шанхае погибли 36 человек, 47 получили ранения.
  - В результате самоподрыва террориста-смертника в городе Ибб (Йемен) погибли 49 человек, 70 пострадали[57].